# Агонія (фільм)
«Агонія» (рос. «Агония») — російський радянський двосерійний художній фільм режисера  Елема Климова, знятий в 1974 році за сценарієм  Семена Лунгіна і  Іллі Нусінова. В основі сюжету знаходяться особистість  Григорія Распутіна і змова з метою його вбивства. У ролі Распутіна —  Олексій Петренко.

## Сюжет
Дія картини відбувається в 1916 році в Російській імперії. Фільм починається з цитати з Леніна: «Перша революція і наступна за нею контрреволюційна епоха (1907—1914), виявила всю суть царської монархії, довела її до останньої межі, розкрила всю її гнилість, мерзенність, весь цинізм і розпусту царської зграї з жахливим Распутіним на чолі її …».
Святий старець Распутін гуляє в ресторанах, відкрито розпусничає з жінками, втручається в державні справи шляхом свого впливу на імператрицю Олександру Федорівну, яка буквально молиться на нього за те, що він зцілює її сина від нападів хвороби. Але коли бажання Распутіна торкнулося дружини князя Юсупова, той вирішує вбити його, для чого вступає в змову з великим князем Дмитром Павловичем та іншими. Після довгої боротьби Распутін застрелений. В кінці фільму невелика група людей, що складається з царя, цариці, їхніх дітей і ще кількох людей, ховає Распутіна, опускаючи домовину в могилу, дно якої покриває брудна вода.

## У ролях
- Олексій Петренко —   Григорій Распутін
- Анатолій Ромашин —  імператор Микола II
- Велта Ліне —  імператриця  Олександра Федорівна
- Аліса Фрейндліх —   Вирубова
- Леонід Бронєвой —   Манасевич-Мануйлов
- Михайло Данилов —   Андроник  (озвучує  Веніамін Смєхов)
- Борис Іванов —  доктор Лазоверт
- Олександр Романцов —   Фелікс Юсупов
- Юрій Катін-Ярцев —   Пуришкевич
- Павло Панков —   Манус
- Неллі Пшенна —  Сашенька, баронеса
- Михайло Свєтін —  Терехов
- Володимир Осенєв —   Штюрмер
- Алла Майкова —  Лідія Володимирівна Нікітіна, фрейліна Їх Величності
- Сергій Мученіков —  великий князь Дмитро Павлович
- Олександр Павлов —   Сухотін
- Борис Романов —  Балашов  (озвучує  Олександр Вокач)
- Петро Аржанов —   І. Л. Горемикін
- Аркадій Аркадьєв —   Родзянко
- Володимир Райков —   Хвостов
- Байтен Омаров —   Бадмаєв  (озвучує  Артем Карапетян)
- Афанасій Трішкін —  Маклаков
- Валентина Тализіна —  Аглая
- Галина Нікуліна —  співачка
- Сергій Свистунов —   Брусілов
- Іван Пальму —   Алексєєв
- Овсій Каган —   А. Е. Еверт
- Сергій Голованов —   Поліванов
- Сергій Карнович-Валуа —  генерал
- Геннадій Воропаєв —  генерал
- Адольф Шестаков —  ад'ютант
- Володимир Еренберг —  ієрарх
- Анатолій Гаріг —  батько Яків
- Анатолій Солоніцин —  полковник, чоловік баронеси
- Шавкат Абдусаламов —  помічник Бадмаєва
- Людмила Полякова —  Параскева, дружина Распутіна
- Наталія Беспалова —  Мотря, дочка Распутіна
- Мікаела Дроздовська —  жінка в свиті Распутіна
- Анна Судакевич —  графиня Головіна
- Ольга Григор'єва —  юродива
- Лев Лемке —  журналіст Натансон
- Оскар Лінд —  секретар, рахівник
- Пантелеймон Кримов —  лакей
- Земфіра Жемчужна —  Варя, циганка з хору в ресторані
- Георгій Тейх —  банкір Рубінштейн
- Олексій Ванін —  вихователь спадкоємця
- Анатолій Равикович —  прохач
- Дмитро Орловський —  односельчанин Распутіна  (озвучує  Іван Рижов)
- Нора Грякалова —  кухарка
- Неллі Вітепаш —  жінка зі свити Распутіна
- В'ячеслав Васильєв —  священик
- Олег Федоров —  російський офіцер  (немає в титрах)
- Олександр Калягін —  авторський текст (оповідач)

## Знімальна група
- Режисер:  Елем Климов
- Оператор:  Леонід Калашников
- Сценарист:  Семен Лунгін,  Ілля Нусінов
- Монтажер: Валерія Бєлова
- Композитор:  Альфред Шнітке
- Звукооператор:  Борис Венгеровський
- Диригент: Ері Клас
- Художники:
  -  Шавкат Абдусаламов
  -  Сергій Воронков

Костюми:  Тетяна Вадецький
- Музичний редактор: Міна Бланк
- Спів за кадром:  Валентина Пономарьова